# Nazaria Ignacia March Mesa
Nazaria Ignacia March Mesa, in religione Nazaria di Santa Teresa di Gesù (Madrid, 10 gennaio 1889 – Buenos Aires, 6 luglio 1943), è stata una religiosa spagnola, fondatrice della congregazione delle Missionarie crociate della Chiesa. È stata proclamata santa da papa Francesco nel 2018.

## Biografia
Nata a Madrid nel 1889, era la quarta dei diciotto figli di José Alejandro March Reus e di Nazaria de Mesa Ramos de Peralta.
Lo stesso giorno venne battezzata, insieme alla sorella gemella, nella parrocchia locale di San Giuseppe.
Ricevette l'educazione religiosa solamente dalla nonna materna, che l'aiutò, anche grazie ad una borsa di studio, a poter frequentare il collegio agostiniano di Siviglia, dove all'età di 9 anni, fece la sua Prima Comunione.
La notte precedente stette per molto tempo in preghiera e, dopo essersi addormentata, sognò Gesù carico della croce che le disse: «Nazaria, tu seguimi» e lei rispose: «Ti seguirò, Signore, il più da vicino che una creatura possa fare», dopodiché promise che avrebbe fatto voto di verginità.
Il 15 agosto 1900, mantenne la sua promessa e pronunciò il suo voto, che rinnovò l'8 dicembre successivo con alcune compagne del collegio.
Ritornata tra i familiari, soffrì molto per la loro durezza e la totale indifferenza verso la sua vocazione religiosa, tanto che le proibirono di accostarsi ai sacramenti.
Tuttavia il 15 marzo 1902 le fu concesso di ricevere la Cresima per le mani del beato Marcelo Spinola y Maestre, arcivescovo di Siviglia, e s'iscrisse al Terz'ordine Francescano con il permesso della nonna.
La sua determinazione e la sua sincera vocazione, caratterizzata da un apostolato attivo ed intenso, riuscì a convincere i suoi familiari, che cominciarono ad essere più sensibili e attenti alla fede cristiana fino ad essere assidui frequentatori della Chiesa.
Dotata di grandi qualità, diede vita con alcune sue compagne alle “Missionarie Nascoste”. Nel 1906 si trasferì con la famiglia in Messico e due anni dopo entrò a far parte delle Piccole suore degli anziani abbandonati. Dopo il postulandato, Nazaria fu inviata a Palencia per il noviziato e indossò l’abito religioso il 12 settembre 1909, assumendo il nome di suor "Nazaria Ignazia di Santa Teresa di Gesù".
Destinata alla missione di Oruro, in Bolivia, si spese per dodici anni nelle opere di carità. Nel 1920, dopo un corso di esercizi spirituali incentrati sul Regno di Dio, concepì una nuova congregazione, intesa come «crociata di amore che abbraccia tutta la Chiesa». La fondò il 16 di giugno del 1925 con il nome di Suore Missionarie della Crociata Pontificia, poi Missionarie crociate della Chiesa. La nuova famiglia religiosa era all’avanguardia nella situazione della Bolivia di allora, sostenendo in particolare la promozione sociale e lavorativa delle donne.
Nel 1938 la fondatrice passò in Argentina dove diede vita a molte istituzioni in favore delle giovani e dei poveri. Morì a Buenos Aires nel 1943.

## Culto
La morte di madre Nazaria Ignacia non passò inosservata alla gente locale, poiché la sua opera a servizio della Chiesa aveva lasciato un segno indelebile tra coloro che la conobbero. La fama che ebbe in vita si trasformò presto in devozione, tale da indurre le Misioneras Cruzadas de la Iglesia a chiedere che venisse aperto il processo di beatificazione.
Il 6 settembre 1966 ebbe inizio a Buenos Aires il processo diocesano di beatificazione, che si concluse il 3 dicembre 1973.
Il 27 settembre 1992 è stata proclamata beata da papa Giovanni Paolo II e il 14 ottobre 2018 dichiarata santa da papa Francesco.
Il suo elogio si legge nel martirologio romano al 6 luglio.